# Deborra-Lee Furness
Deborra-Lee Furness (Sídney, 8 de diciembre de 1955) es una actriz, directora y productora australiana.

## Biografía
Nació en Sídney y creció en Melbourne. Fue al Methodist Ladies' College en Melbourne, donde se graduó in 1973. Estudió actuación y se graduó en la American Academy of Dramatic Arts en Nueva York de 1980 a 1982. Se formó como actriz en los Estados Unidos en el escenario, en la ciudad de Nueva York. Encarnó a Kathleen, la esposa australiana de Cole Gioberti (William R. Moses) en la serie de televisión Falcon Crest, antes de regresar a Australia para continuar su carrera como actriz allí.
Furness saltó a la fama en 1988, cuando protagonizó la película Shame, por la que ganó los premios a la Mejor Actriz del Círculo de Críticos Cinematográficos de Australia y la Aguja Espacial de Oro. Otras funciones incluyen un episodio de Halifax fp y The Flying Doctors. En 1995, protagonizó el papel principal en la serie de televisión Correlli, de la ABC, donde conoció a su futuro marido, Hugh Jackman.
Madre adoptiva de dos hijos, por ello Furness es conocida por su trabajo ayudando a los huérfanos a nivel mundial y la racionalización de las adopciones internacionales, sobre todo en su Australia natal, donde es patrona, y una de los creadores de la Semana Nacional de la Adopción. Participó en el Club de Prensa Nacional de Australia abordando la cuestión de las leyes de adopción en Australia. Furness es patrona de la Fundación Faro para los Niños Desplazados y Familias de Adopción Internacional de Queensland. También es embajadora de World Vision y miembro del Comité Consultivo de Film Aid International, que trabaja con refugiados en todo el mundo.
En 2014 fue nombrada Australiana de Nueva Gales del Sur del Año por su trabajo con las campañas de adopción. Es cofundadora de Our Hopeland, ONG que trabaja para conseguir una familia a niños sin hogar.

## Filmografía
- 1979: Prisoner, como Connie
- 1985: Neighbours, como Linda
- 1985: The Flying Doctors, como Fran
- 1985: Glass Babies, como Joan Simpson
- 1987: A Matter of Convenience, como Valma
- 1988: Shame, como Asta Cadell
- 1991: Voyager, como Ivy
- 1991: Waiting, como Diane
- 1992: Newsies, como Esther Jacobs
- 1993: Singapore Sling, como Annie
- 1993: Stark, como Chrissie
- 1994: Halifax f.p. (Episodio The Feeding) como Brigit Grant
- 1995: Fire, como Dolores Kennedy
- 1995: Angel Baby, como Loisee Golman
- 1995: Correlli, como Louisa Correlli
- 1998: The Real Macaw, como Beth Girdis
- 2000: SeaChange (Episodio Hung Jury) como Vicki Drury
- 2006: Jindabyne, como Jude
- 2008: Sleepwalking, como Danni
- 2009: Beautiful, como la Sra. Thomson
- 2009: Blessed, como Tanya
- 2010: Ga'Hoole: la leyenda de los guardianes (Voz) como Barran
- 2014: Dukale's dream, como ella misma (documental)

## Premios
- 1988: Premio SIFF a la mejor actriz en el Festival Internacional de Cine de Seattle.
- 1988: Premio a la mejor actriz del Círculo de Críticos Cinematográficos de Australia.
- 1991: Concha de Plata a la mejor actriz en el Festival Internacional de Cine de San Sebastián.[7]
- 2022: Oficial de la Orden de Australia.

## Vida personal
Estuvo casada con el también actor australiano Hugh Jackman. La ceremonia  matrimonial tuvo lugar el 11 de abril de 1996 en San Juan de Toorak, Victoria, un suburbio de Melbourne. Se conocieron en el set de rodaje de la serie de televisión australiana Correlli. Después de sufrir dos abortos involuntarios, ella y Jackman adoptaron dos hijos, Oscar Maximillian (nacido el 15 de mayo de 2000) y Ava Eliot (nacida el 10 de julio de 2005). En septiembre de 2023 se hizo público que se iban a divorciar. En junio de 2025 finalizó el proceso de divorcio de Hugh Jackman. 

## Distinciones
Festival Internacional de Cine de San Sebastián
| Año  | Categoría                         | Película | Resultado |
| ---- | --------------------------------- | -------- | --------- |
| 1991 | Concha de Plata a la mejor Actriz | Waiting  | Ganadora  |